# Diocesi di Jales
La diocesi di Jales (in latino Dioecesis Ialespolitana) è una sede della Chiesa cattolica in Brasile suffraganea dell'arcidiocesi di São José do Rio Preto. Nel 2023 contava 305.000 battezzati su 377.830 abitanti. È retta dal vescovo José Reginaldo Andrietta.

## Territorio
La diocesi comprende 45 comuni dello stato brasiliano di San Paolo: Jales, Aparecida d'Oeste, Aspásia, Auriflama, Dirce Reis, Dolcinópolis, Estrela d'Oeste, Fernandópolis, General Salgado, Guarani d'Oeste, Guzolândia, Ilha Solteira, Indiaporã, Itapura, Macedônia, Marinópolis, Meridiano, Mesópolis, Mira Estrela, Nova Canaã Paulista, Nova Castilho, Ouroeste, Palmeira d'Oeste, Paranapuã, Pedranópolis, Pereira Barreto, Pontalinda, Populina, Rubinéia, Santa Albertina, Santa Clara d'Oeste, Santa Fé do Sul, Santa Rita d'Oeste, Santa Salete, Santana da Ponte Pensa, Santo Antônio do Aracanguá, São Francisco, São João das Duas Pontes, São João de Iracema, Sud Mennucci, Suzanápolis, Três Fronteiras, Turmalina, Urânia e Vitória Brasil.
Sede vescovile è la città di Jales, dove si trova la cattedrale dell'Assunzione di Maria Vergine (Nossa Senhora da Assunção).
Il territorio si estende su una superficie di 12.788 km² ed è suddiviso in 29 parrocchie.

## Storia
La diocesi è stata eretta il 12 dicembre 1959 con la bolla Ecclesia sancta di papa Giovanni XXIII, ricavandone il territorio dalla diocesi di Rio Preto (oggi arcidiocesi di São José do Rio Preto).
Il 20 luglio 2016 ha ceduto il territorio del comune di Cardoso a vantaggio dell'erezione della diocesi di Votuporanga.
Originariamente suffraganea dell'arcidiocesi di Ribeirão Preto, il 22 maggio 2025 è entrata a far parte della provincia ecclesiastica di São José do Rio Preto.

## Cronotassi dei vescovi
Si omettono i periodi di sede vacante non superiori ai 2 anni o non storicamente accertati.
- Arturo  Horsthuis, A.A. † (13 febbraio 1960 - 7 novembre 1968 dimesso[1])
- Luiz Eugênio Perez † (9 marzo 1970 - 7 giugno 1981 nominato vescovo di Jaboticabal)
- Luiz Demétrio Valentini (8 giugno 1982 - 21 ottobre 2015 ritirato)
- José Reginaldo Andrietta, dal 21 ottobre 2015

## Statistiche
La diocesi nel 2023 su una popolazione di 377.830 persone contava 305.000 battezzati, corrispondenti all'80,7% del totale.
| anno | popolazione | popolazione | popolazione | presbiteri | presbiteri | presbiteri | presbiteri                | diaconi | religiosi | religiosi | parrocchie |
| anno | battezzati  | totale      | %           | numero     | secolari   | regolari   | battezzati per presbitero | diaconi | uomini    | donne     | parrocchie |
| ---- | ----------- | ----------- | ----------- | ---------- | ---------- | ---------- | ------------------------- | ------- | --------- | --------- | ---------- |
| 1966 | 300.000     | 310.340     | 96,7        | 24         | 4          | 20         | 12.500                    |         | 20        | 24        | 21         |
| 1970 | 480.000     | 489.000     | 98,2        | 19         | 3          | 16         | 25.263                    |         | 16        | 14        | 23         |
| 1976 | 356.573     | 389.693     | 91,5        | 25         | 10         | 15         | 14.262                    |         | 24        | 37        | 26         |
| 1980 | 451.000     | 535.000     | 84,3        | 26         | 9          | 17         | 17.346                    |         | 17        | 25        | 27         |
| 1990 | 371.000     | 412.000     | 90,0        | 22         | 15         | 7          | 16.863                    |         | 7         | 7         | 36         |
| 1999 | 383.000     | 484.000     | 79,1        | 24         | 22         | 2          | 15.958                    |         | 2         | 28        | 24         |
| 2000 | 277.000     | 350.574     | 79,0        | 24         | 23         | 1          | 11.541                    |         | 1         | 20        | 24         |
| 2001 | 284.000     | 359.702     | 79,0        | 25         | 24         | 1          | 11.360                    |         | 1         | 19        | 25         |
| 2002 | 291.000     | 359.702     | 80,9        | 26         | 25         | 1          | 11.192                    |         | 1         | 17        | 25         |
| 2003 | 291.000     | 359.702     | 80,9        | 25         | 25         |            | 11.640                    |         |           | 18        | 25         |
| 2004 | 291.000     | 359.702     | 80,9        | 25         | 25         |            | 11.640                    |         |           | 18        | 25         |
| 2006 | 294.000     | 364.000     | 80,8        | 34         | 34         |            | 8.647                     |         |           | 16        | 25         |
| 2013 | 323.000     | 400.000     | 80,8        | 36         | 36         |            | 8.972                     |         |           | 15        | 25         |
| 2016 | 318.800     | 394.100     | 80,9        | 39         | 38         | 1          | 8.174                     |         |           | 10        | 24         |
| 2016 | 318.800     | 394.100     | 80,9        | 33         | 32         | 1          | 9.660                     |         | 1         | 10        | 24         |
| 2019 | 292.200     | 361.500     | 80,8        | 44         | 43         | 1          | 6.640                     |         | 4         | 7         | 28         |
| 2021 | 296.830     | 367.280     | 80,8        | 41         | 40         | 1          | 7.239                     |         | 5         | 7         | 29         |
| 2023 | 305.000     | 377.830     | 80,7        | 45         | 43         | 2          | 6.777                     | 1       | 6         | 7         | 29         |